# Altica deserticola
Altica deserticola es una especie de coleóptero de la familia Chrysomelidae. Fue descrita científicamente por primera vez en 1889 por Weise.